# All Things Go
All Things Go è un brano musicale della rapper trinidadiana Nicki Minaj, prima traccia del terzo album in studio The Pinkprint. È stato pubblicato come primo singolo promozionale dell'album il 3 dicembre 2014 da Young Money, Cash Money e Republic Records.
La canzone ha raggiunto la posizione numero 38 della Hot R&B/Hip-Hop Songs stilata da Billboard; il brano è stato definito il pezzo più incisivamente emozionante e catartico dell'album, un grande indicatore della sua ritrovata maturità musicale da Niki McGloster per Billboard.

## Temi
Il brano parla delle sfide personali che la rapper ha dovuto affrontare durante la sua esistenza: le difficili relazioni con la famiglia, la morte di un cugino assassinato nel 2011, un verosimile aborto e, in generale, la caducità della vita, eventi trattati comunque da un punto di vista universale, senza evidenziare esplicitamente i dettagli della sua vita personale. Il testo è stato preso ad esempio come uno dei più controversi e provocatori riguardo all'aborto da Carol Sanger, nel suo testo About Abortion.